# Чемпіонат світу з крикету 2019
Чемпіонату світу з крикету 2019 року (англ. ICC Cricket World Cup 2019) — 12-ий розіграш чемпіонату світу з крикету, що тривав з 30 травня по 14 липня 2019 року в Англії і Уельсі.
Права на проведення країнам були надані у квітні 2006 року, після того як Англія і Уельс вийшли з боротьби за проведення чемпіонату світу з крикету 2015 року, який проходив у Австралії і Новій Зеландії. Перший матч був зіграний на легендарному стадіоні «Овал». Фінальний матч пройшов в «Lord's Cricket Ground». Це був п'ятий раз, коли чемпіонат світу з крикету проходив у Англії (після чемпіонатів світу 1975, 1979, 1983 і 1999 років) і третій раз в Уельсі, який також разом з англійцями приймав турніри 1983 та 1999 років.

## Кваліфікація
У Чемпіонаті світу 2019 року брали участь 10 команд, що менше, ніж у попередніх чемпіонатах світу 2011 і 2015 років, де грало по 14 команд. Господарі, Англія і сім найкращих команд за рейтингом ICC One Day International станом на 30 вересня 2017 року отримали автоматичну кваліфікацію, а два місця, що залишились, були визначені у відбірковому турнірі
Афганістан виграв відбірковий турнір, перемігши Вест-ІІндію в фіналі. Обидві команди пройшли відбір на чемпіонат світу, в той час як Зімбабве, господар відбіркового турніру, не змогло вийти у фінал і пропустило чемпіонат світу вперше з 1983 року. Новий повноправний член, Ірландія, також пропустила чемпіонат світу вперше з 2007 року, і вперше жодна з асоційованих країн не брала участь в чемпіонаті світу

Виділені країни, які візьмуть участь в чемпіонаті світу з крикету 2019 року.
Господар
Кваліфіковані за ICC ODI Championship
Кваліфікувались через відбірковий раунд
Не пройшли відбір

| Кваліфікувались як   | Дата кваліфікації | Місце проведення | Місць | Збірні                                                                     |
| -------------------- | ----------------- | ---------------- | ----- | -------------------------------------------------------------------------- |
| Господар             | 30 вересня 2006   | —                | 1     | Англія                                                                     |
| ICC ODI Championship | 30 вересня 2017   | Автоматично      | 7     | Австралія Бангладеш Індія Нова Зеландія Пакистан Південна Африка Шрі-Ланка |
| Відбірковий етап     | 23 March 2018     | Зімбабве         | 2     | Афганістан Вест-Індія                                                      |
| Всього               |                   |                  | 10    |                                                                            |

## Формат
Формат турніру складався з однієї групи з десяти команд, кожна з яких грала з іншими дев'ятьма командами, після чого чотири найкращі команди вийшли до фінальної стадії на вибування. Турнір з десяти команд отримав критику з-за браку асоційованих команд у турнірі..

## Стадіони
Список матчів турніру був опублікований 26 квітня 2018 роки після завершення засідання Міжнародної ради по крикету (ICC) в Калькутті. Лондонський стадіон був названий в якості можливого місця проведення на етапах планування і в січні 2017 року ICC завершив огляд майданчика, підтвердивши, що розміри поля відповідають вимогам для розміщення матчів ODI. Однак, коли були оголошені матчі, Лондонський стадіон не був включений в якості місця проведення..
| Бірмінгем                      | Бристоль                    | Кардіфф           | Честер-Ле-Стріт |
| ------------------------------ | --------------------------- | ----------------- | --- |
| «Еджбастон»                    | «Бристоль Каунті Граунд»    | «Софія Гарденз»   | «Ріверсайд Граунд» |
| Місткість: 25,000              | Місткість: 17,500           | Місткість: 15,643 | Місткість: 17,000 |
| Матчів: 5 (включаючи півфінал) | Матчів: 3                   | Матчів: 4         | Матчів: 3 |
| Edgbaston Cricket Ground       | Bristol County Ground       | Sophia Gardens    | Riverside Ground |
| Лідс                           | Лондон                      | Лондон            | Бірмінгем Бристоль Кардіфф Честер-Ле-Стріт Лідс Ноттінгем Манчестер «Lord's Cricket Ground» «Овал» Саутгемптон Тонтонclass=notpageimage\| Міста і стадіони турніру |
| «Хедінглі»                     | Lord's Cricket Ground       | «Овал»            | Бірмінгем Бристоль Кардіфф Честер-Ле-Стріт Лідс Ноттінгем Манчестер «Lord's Cricket Ground» «Овал» Саутгемптон Тонтонclass=notpageimage\| Міста і стадіони турніру |
| Місткість: 18,350              | Місткість: 30,000           | Місткість: 25,500 | Бірмінгем Бристоль Кардіфф Честер-Ле-Стріт Лідс Ноттінгем Манчестер «Lord's Cricket Ground» «Овал» Саутгемптон Тонтонclass=notpageimage\| Міста і стадіони турніру |
| Матчів: 4                      | Матчів: 5 (включаючи фінал) | Матчів: 5         | Бірмінгем Бристоль Кардіфф Честер-Ле-Стріт Лідс Ноттінгем Манчестер «Lord's Cricket Ground» «Овал» Саутгемптон Тонтонclass=notpageimage\| Міста і стадіони турніру |
| Headingley Cricket Ground      | Lord's                      | The Oval          | Бірмінгем Бристоль Кардіфф Честер-Ле-Стріт Лідс Ноттінгем Манчестер «Lord's Cricket Ground» «Овал» Саутгемптон Тонтонclass=notpageimage\| Міста і стадіони турніру |
| Манчестер                      | Ноттінгем                   | Саутгемптон       | Тонтон |
| «Олд Траффорд Крікет»          | «Трент Брідж»               | «Роуз Боул»       | «Каунті Граунд» |
| Місткість: 26,000              | Місткість: 17,500           | Місткість: 25,000 | Місткість: 12,500 |
| Матчів: 6 (включаючи півфінал) | Матчів: 5                   | Матчів: 5         | Матчів: 3 |
| Old Trafford Cricket Ground    | Trent Bridge                | Rose Bowl         | County Ground, Taunton |

## Турнір

### Розминка
З 24 по 28 травня 2019 року пройшли десять розминкових не мали статусу One Day International (ODI) або списку А, оскільки командам було дозволено випускати всіх 15 гравців із заявки.

### Груповий етап
На груповому етапі всі десять команд зіграли один з одним один. В цілому було зіграно 45 матчів, по дев'ять ігор для кожної з команд. Найкращі чотири команди з групи вийшли у плей-оф. Подібний формат раніше використовувався на чемпіонаті світу 1992 року, хоча в цьому турнірі замість десяти було дев'ять команд.
| Поз | Команда         | І | В | Н | П | ГЗ | ГП | РГ | О  | Кваліфікація       |
| --- | --------------- | - | - | - | - | -- | -- | -- | -- | ------------------ |
| 1   | Індія           | 8 | 7 | 0 | 1 | 0  | 0  | 0  | 21 | Вихід до півфіналу |
| 2   | Австралія       | 9 | 7 | 0 | 2 | 0  | 0  | 0  | 21 | Вихід до півфіналу |
| 3   | Англія (H)      | 9 | 6 | 0 | 3 | 0  | 0  | 0  | 18 | Вихід до півфіналу |
| 4   | Нова Зеландія   | 8 | 5 | 0 | 3 | 0  | 0  | 0  | 15 | Вихід до півфіналу |
| 5   | Пакистан        | 8 | 5 | 0 | 3 | 0  | 0  | 0  | 15 |                    |
| 6   | Шрі-Ланка       | 7 | 3 | 0 | 4 | 0  | 0  | 0  | 9  |                    |
| 7   | Південна Африка | 8 | 3 | 0 | 5 | 0  | 0  | 0  | 9  |                    |
| 8   | Бангладеш       | 8 | 3 | 0 | 5 | 0  | 0  | 0  | 9  |                    |
| 9   | Вест-Індія      | 0 | 0 | 0 | 0 | 0  | 0  | 0  | 0  |                    |
| 10  | Афганістан      | 9 | 0 | 0 | 9 | 0  | 0  | 0  | 0  |                    |

### Плей-оф
На етапі плей-оф було створено дві півфінальні пари, переможці яких вийшли у фінал, що пройшов на Lord's Cricket Ground.
|  | Півфінали              | Півфінали |     |  | Фінал                            | Фінал |  |
|  |                        |           |     |  |                                  |       |  |
|  | 9–10 липня – Манчестер |           |     |  |                                  |       |  |
|  | Індія                  | 221       |     |  |                                  |       |  |
|  | Нова Зеландія          | 239/8     |     |  |                                  |       |  |
|  |                        |           |     |  |                                  |       |  |
|  |                        |           |     |  | 14 липня — Lord's Cricket Ground |       |  |
|  |                        |           |     |  | Нова Зеландія                    | 241/8 |  |
|  |                        | Англія    | 241 |  |                                  |       |  |
|  |                        |           |     |  |                                  |       |  |
|  |                        |           |     |  |                                  |       |  |
|  |                        |           |     |  |                                  |       |  |
|  | 11 липня — Бірмінгем   |           |     |  |                                  |       |  |
|  | Австралія              | 223       |     |  |                                  |       |  |
|  | Англія                 | 226/2     |     |  |                                  |       |  |